# Futbolniy Klub Khimki
O FC Khimki (em russo: ФК Химки), é um clube de futebol russo sediado em Khimki, cidade localizada nos arredores de Moscou.

Na temporada 2023–24, o clube conquistou o acesso após ser rebaixado, e vai jogar a Premier League Russa.

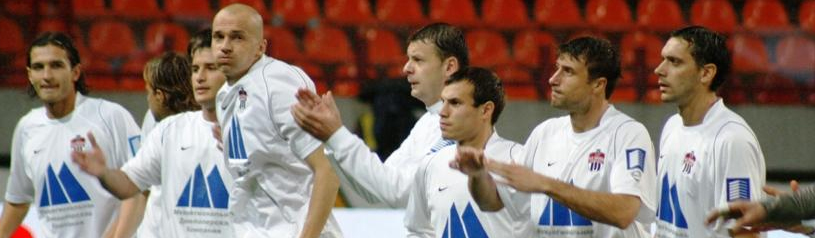
Jogadores do Khimki exibem o terceiro uniforme da equipe em 2008.

## Títulos
- Liga Nacional: 2006